# Sanduleak -69° 202a

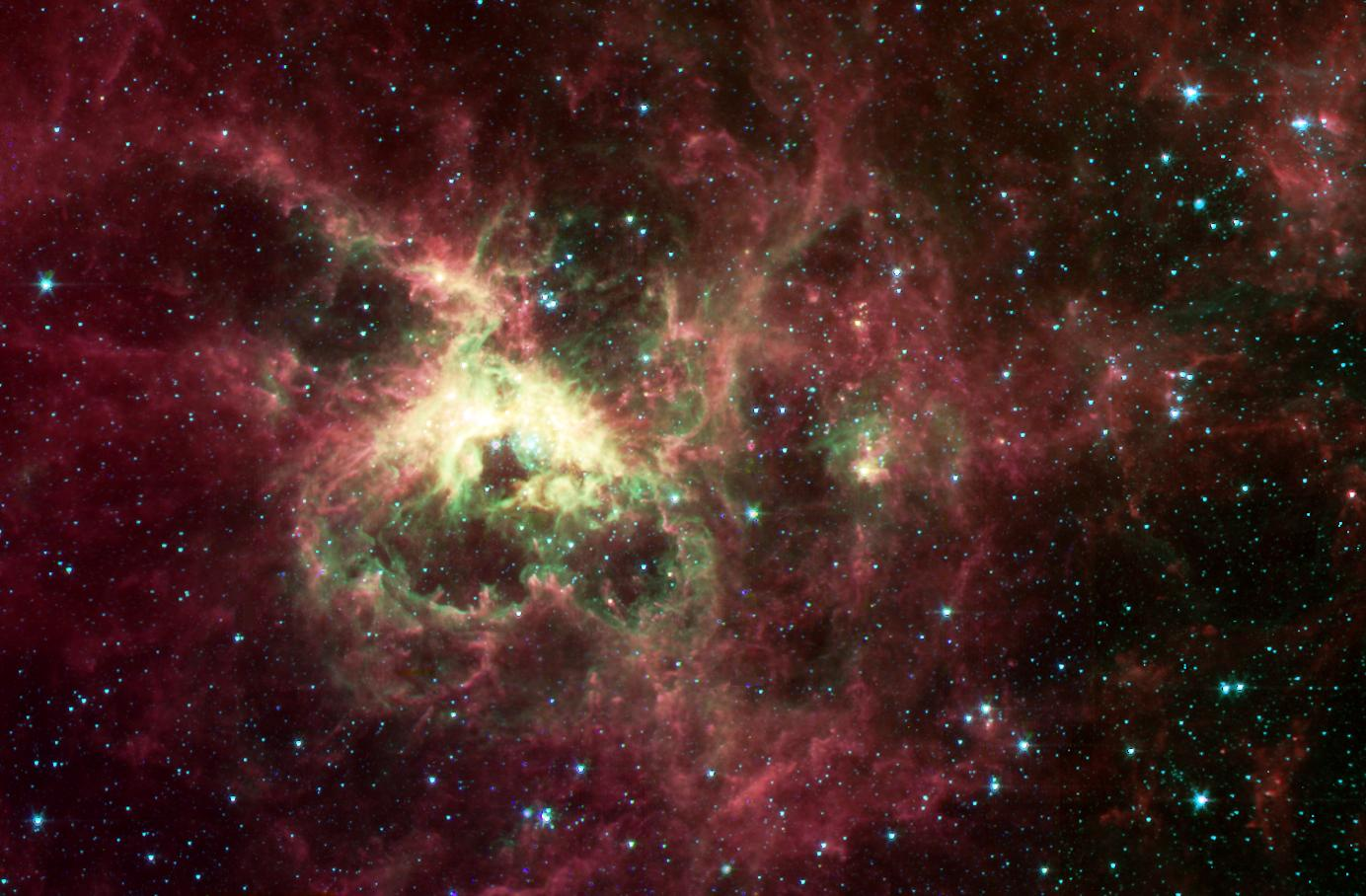
La Nebulosa Tarantola, nei cui pressi si trovava la stella esplosa

Sanduleak -69° 202a, in abbreviazione Sk-69 202, è stata una stella di tipo supergigante blu di magnitudine 12, posta nei pressi della Nebulosa Tarantola, nella Grande Nube di Magellano. Questa stella era una Variabile S Doradus. Circa 168.000 anni fa, la stella esplose in una supernova di tipo II: queste esplosioni sono tipiche di stelle blu supermassicce variabili di tipo LBV; la luce dell'esplosione ci giunse nel febbraio del 1987, e l'evento fu catalogato come supernova SN 1987a. Questa fu la prima supernova visibile a occhio nudo dall'invenzione del telescopio. Si prevede che in pochi milioni di anni, altre quattro stelle di questa classe, tra cui Eta Carinae, esploderanno come supernovae.
La stella era stata scoperta dall'astronomo americano Nicholas Sanduleak di origini rumene.